# Ba-Ba
Ba-Ba eller Baba var en svensk humorserie om en liten afrikansk flicka, skapad av Sten Rinaldo och publicerad i dagspressformat, troligen med början sent 1930-tal fram till 1953 då sista strippen tecknades. 1939 gavs ett julalbum med Ba-Ba ut.